# イバラモ属
イバラモ属(Najas)は、単子葉類の属のひとつ。イバラモ属に含まれる植物は、ため池や湖沼などに生息する水草である。

## 概要
イバラモ属の植物は、細い葉を水中に展開する、あまり目立たない沈水性の水草である。又状に分枝する葉には鋸歯があることが多いが、ホッスモのようにほとんど鋸歯が見られない場合もある。通常、葉腋に種子をつくる。
イバラモ属の植物には類似した形態のものも多く、種子の表面にある模様などの微細構造の違いで分類する種もある。
上位分類は、APG植物分類体系ではオモダカ目トチカガミ科、クロンキスト分類体系ではトチカガミ目トチカガミ科に分類される。新エングラー体系ではイバラモ目イバラモ科(Najadaceae)を独立した科としており、1科1属であるとしている。

## 名称
イバラモという和名は、いばらのような鋸歯のある藻、というところからきている。また属名の「Najas」は、泉の妖精であるナーイアスに由来する。これは、イバラモ属の植物が水草であるためである。

## 種

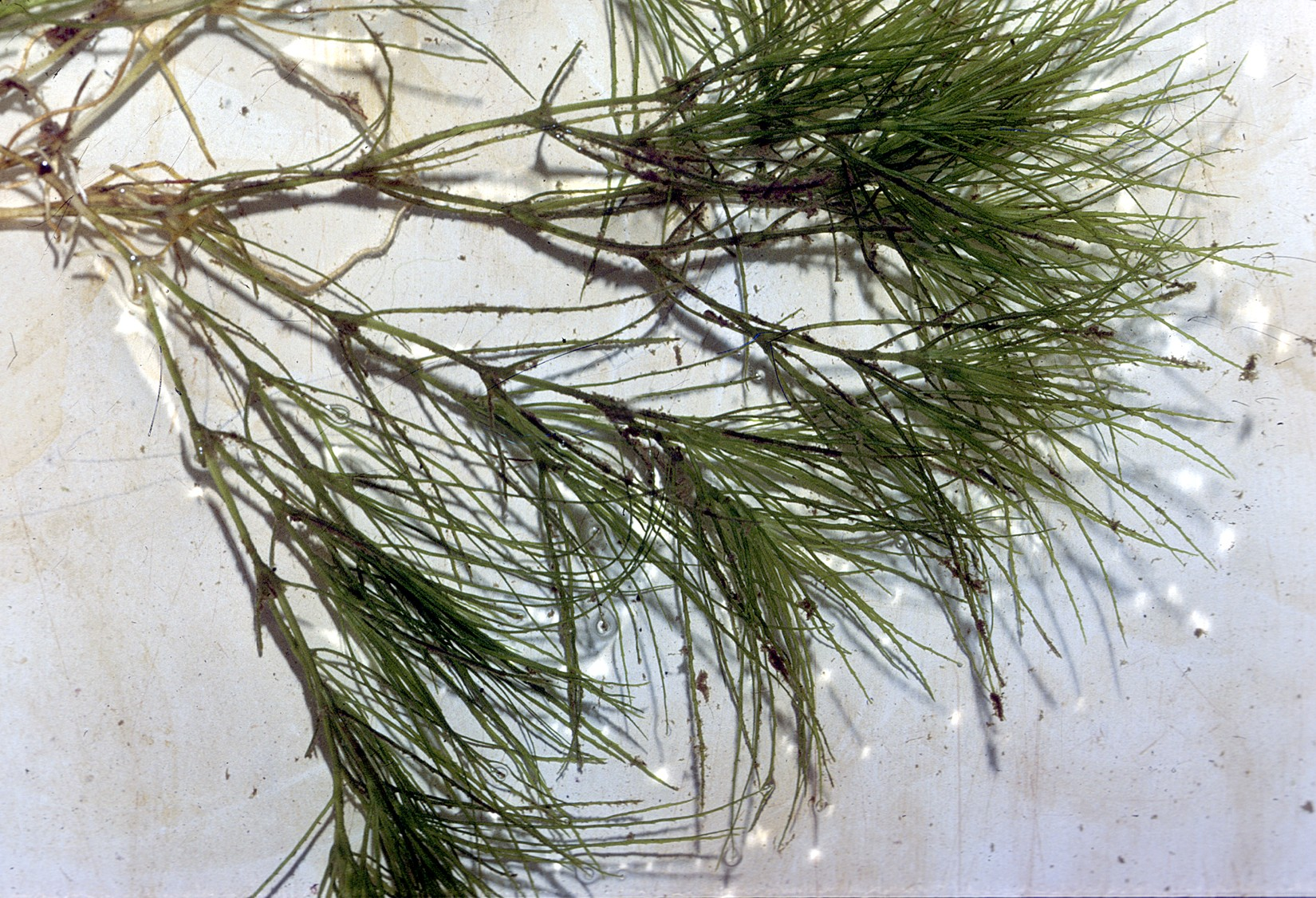
トリゲモ(Najas minor)

イバラモ属の植物は世界中に分布し、約40種類が知られている。以下は、日本に生息する種である。
日本に生息する種は、環境省のレッドデータブックに掲載されていることが多く、各地で個体が減少している。しかし国によっては、侵略的外来種として扱われる種もある(トリゲモなど)。
- ムサシモ (Najas ancistocarpa)
- ホッスモ (Najas graminea)
- サガミトリゲモ (Najas foveolata) - 和名はヒロハトリゲモとされることもある。
- イトトリゲモ (Najas japonica)
- イバラモ (Najas marina)
- トリゲモ (Najas minor)
- オオトリゲモ (Najas oguraensis)
- ヒメイバラモ (Najas tenuicaulis)
- イトイバラモ (Najas yezoensis)

## 利用
アクアリウムにおいて、水槽で栽培されることがある。その場合、属名のナヤスとして呼ばれることが多い。